# José Agostinho Baptista
José Agostinho Baptista (Funchal, Madeira, 15 de agosto de 1948) es un poeta portugués contemporáneo.
Ha sido un asiduo colaborador en la prensa, particularmente en el "Comércio do Funchal" y más tarde en "República" y el "Diário de Lisboa", cuyo suplemento "O Juvenil" lo dio a conocer como poeta. 
Desde entonces, y a lo largo de los libros publicados, su poesía ha sido reconocida como una de las más originales e importantes de la actualidad en lengua portuguesa, como han señalado los estudios que le han sido dedicados en Portugal, España, Francia e Italia. 
Simultáneamente José Agostinho Baptista ha traducido al portugués a autores como Walt Whitman, W. B. Yeats, Tennessee Williams, Paul Bowles, Rabindranath Tagore, Malcolm Lowry, Robert Louis Stevenson, David Malouf, Enrique Vila-Matas, Sergio Pitol y César Aira, entre otros.
Fue condecorado por el presidente de la República, Jorge Sampaio, con las insignias de Grande-Oficial da Ordem do Infante D.Henrique, el 1 de julio de 2001 y fue condecorado por el presidente de la isla de Madeira, Miguel Albuquerque, con la Medalha de Distinção, el 1 de julio de 2015.

## Obras del autor
- Deste lado Onde, Assírio & Alvim, (1976).
- Jeremias o Louco, Assírio & Alvim, (1978).
- O Último Romântico, Assírio & Alvim, (1981).
- Morrer no Sul, Assírio & Alvim, (1983).
- Auto-retrato, Assírio & Alvim, (1986).
- O Centro do Universo, Assírio& Alvim, (1989).
- Paixão e Cinzas, Assírio, Assírio & Alvim, (1992).
- Canções da Terra Distante, Assírio & Alvim, (1994).
- Debaixo do Azul Sobre o Vulcão, Edición de Autor, (1995).
- Agora e na Hora da Nossa Morte, Assírio & Alvim, (1998).
- Biografia, Assírio & Alvim, (2000).
- Ahora y en la Hora de Nuestra Muerte, Olifante, Zaragoza, (2001).
- Anjos Caídos, Assírio & Alvim, (2003).
- Esta Voz é Quase o Vento, Assírio & Alvim, (2004)
- Quatro Luas, Assírio & Alvim, (2006).
- Além-Mar, áudio-livro, Assírio & Alvim, (2007).
- Filho Pródigo, Assírio & Alvim, (2008).
- Esta Voz es casi Viento, Baile del Sol, Tenerife, (2009).
- O Pai, a Mãe e o Silêncio dos Irmãos, Assírio & Alvim, (2009).
- Caminharei pelo Vale da Sombra, Assírio & Alvim, (2011).
- Assim na Terra como no Céu, Edición de Autor, (2014).
- Epílogo, Assírio & Alvim, (2019).